# Kavárna Arco
Kavárna Arco je slavná pražská kavárna, kdysi sloužící jako významné kulturní centrum Prahy – místo, kde se (v první polovině 20. století) scházeli známí (zejména německy píšící) pražští literáti, jejichž spolek se později nazýval "Café Arco".. Nachází se na nároží ulic Hybernská a Dlážděná, naproti Masarykovu nádraží v městské části Praha 1-Nové Město  Byla otevřena v roce 1907

## Historie

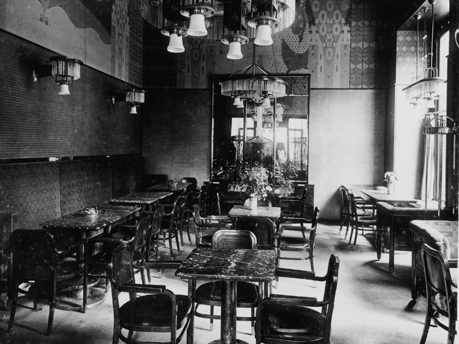
Kavárna Arco v roce 1907

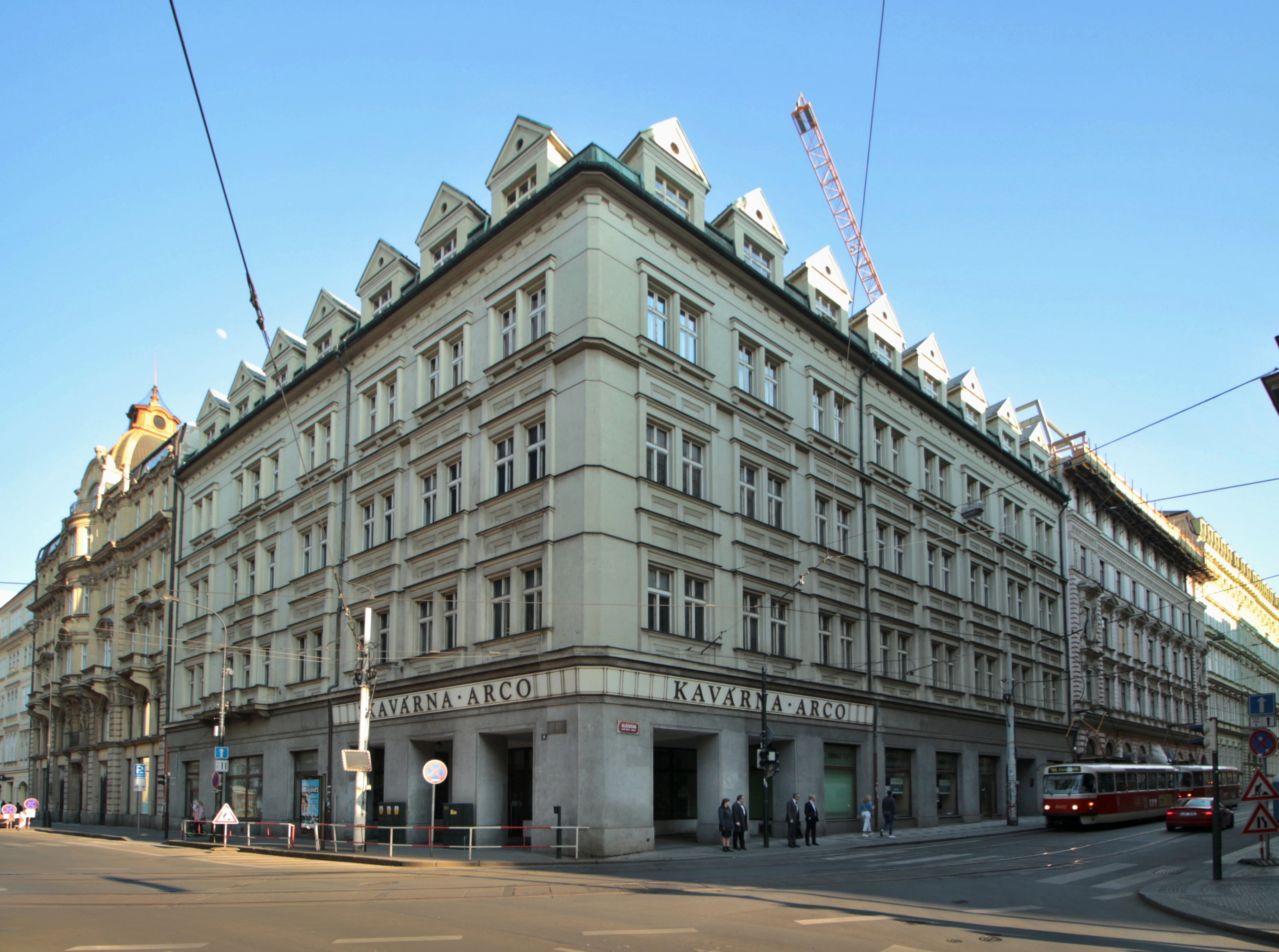
Současná podoba domu, kde kavárna sídlí

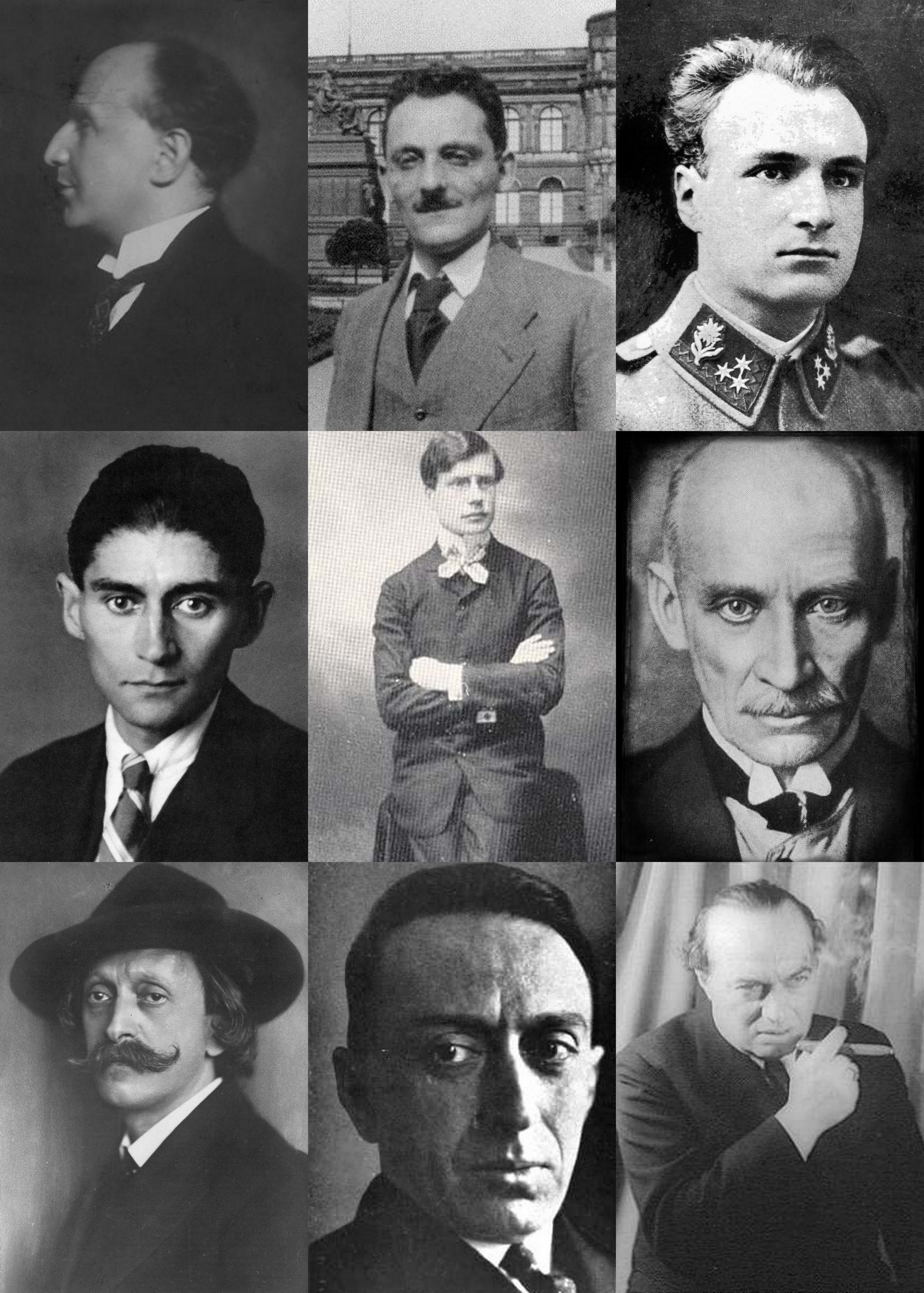
Hosté kavárny: Oskar Baum, Max Brod, Franz Janowitz, Franz Kafka, Paul Leppin, Gustav Meyrink, Hugo Salus, Ernst Weiss, Franz Werfel

### Počátky kavárny
Kavárnu Arco na rohu Dlážděné a Hybernské ulice otevřel na podzim roku 1907 její majitel kavárník Josef Suchánek, který předtím působil v kavárně Union (nacházela se na nároží ulic Národní a Na Perštýně) a také v kavárně Metropol (na Václavském náměstí). Tento provoz byl vyvrcholením jeho kavárnické kariéry a Josef Suchánek pro něj získal koncesi, která mu umožňovala prodávat v kavárně nejen kávu, čaj a další nápoje, ale také párky, studenou kuchyni, pečivo a sladké zákusky.
Velkou předností kavárny byla její výhodná poloha blízko Masarykova nádraží (snadno dostupná pro cestující) a v blízkosti Plodinové burzy (dostupná pro úředníky). Interiér i plán vnitřního vybavení kavárny navrhl ve vídeňském stylu český architekt, urbanista, teoretik architektury, návrhář nábytku a malíř Jan Kotěra, jenž se také podílel na realizaci vzniku kavárny.
Veřejná část prostor kavárny byla členěna do tří: hlavní kavárenská místnost, kulečníková místnost a čítárna. Centrální místnost kavárny byla členěna kójemi a dominoval jí velký kulatý dřevěný stůl. Na hlavní místnost navazoval oddíl s biliárem a samostatná čítárna s velkým množstvím cizojazyčných i domácích, především uměleckých, periodik a připomínala poněkud studovnu.
Zařízení kavárny bylo navíc vybaveno řadou v té době moderních doplňků.

### Kavárna vletech 1908 až 1914
Mladí pražští umělci objevili kavárnu v roce 1908 a jako první se zde vytvořil okruh návštěvníků – výtvarníků. K němu patřili:
- Otakar Kubín (český malíř, sochař a grafik),
- Bohumil Kubišta (český malíř, grafik a výtvarný teoretik)[3],
- Emil František Josef Filla (český kubistický malíř, grafik a sochař)[3],
- Antonín Procházka (český malíř, grafik a ilustrátor)[3].

Za těmito umělci pak následoval okruh výtvarníků, kteří se orientovali na moderní evropské umění a později byli součástí česko-německé výtvarné skupiny "Osma".
- Bedřich (Friedrich) Feigl (český židovský malíř, grafik a ilustrátor),
- Willy Nowak (český malíř a grafik),
- Georg Kars (český malíř krajin a aktů),
- Max Horb (český malíř).

Právě dobře zásobená čítárna později přilákala do kavárny také literáty, představitele pražské německé literatury – Prager Kreis. V první "vlně" se jednalo o tyto osobnosti:
- Franz Viktor Werfel[4] (rakousko-český, německy píšící spisovatel; jeden z čelných představitelů expresionismu)[3],
- Otto Pick (pražský německy píšící novinář, kritik, překladatel, spisovatel a básník),
- Willy Haas (žurnalista),
- Paul Kornfeld (německý spisovatel a dramaturg původem z Prahy),
- Ernst Pollak (literát, který pracoval jako bankovní úředník – překladatel u jedné pražské banky).

Kavárnu Arco navštěvovali od roku 1908 také:
- Egon Erwin Kisch[4] (pražský německy píšící reportér a spisovatel židovského původu – přezdívaný „Zuřivý reportér“)[3],
- Max Brod (pražský, židovský, německy píšící spisovatel, překladatel a skladatel)[4],
- přítel Maxe Broda – Franz Kafka (pražský německy píšící spisovatel židovského původu,[4] ten však kavárnu navštěvoval nepravidelně[1])

Kavárna Arco se postupně stala centrem společnosti německy píšících spisovatelů, kteří zde často pořádali čtení a přednes svých nových děl. Jeden z nich - rakouský spisovatel, dramatik, básník a novinář Karl Kraus místní osazenstvo kavárny Arco začal nazývat Arconauty (s odkazem na posádku bájné lodi Argó). Česko-židovský spisovatel, novinář a překladatel z němčiny Alfred Fuchs popsal ve svých vzpomínkách jak byli hosté v kavárně Arco obřadně uváděni vrchním panem Počtou ke stolům, z nichž každý měl své stálé označení: stůl pánů básníků, stůl pánů konstruktivistů, stůl pánů pragmatiků nebo stůl pánů starých křesťanů.
Kavárna byla poklidným místem, kde se v nekonfliktních diskusích setkávali němečtí i čeští umělci. Z řad českých umělců se v kavárně Arco občas objevili Karel Poláček nebo Vladislav Vančura.
Majitel kavárny Josef Suchánek zjednal klid a pořádek ve svém podniku formou psaných pravidel chování návštěvníků. Vyhláška se jmenovala „Rady a pokyny pro válečné a poválečné „kvaltovní“ zbohatlíky a různé jiné nemravy“ a obsahovala 23 bodů pravidel správného chování v kavárnách. Suchánkovy „Rady a pokyny“ byly vyvěšeny v kavárně a časem byly doplňovány i v odborném tisku a novinách. Kupříkladu vytrhávání listů z novin bylo označováno za „sprostou krádež“ a kavárník za oznámení pachatele tohoto činu nabízel loajálnímu hostu kavárny odměnu 100 Kč. Nepolepšitelní návštěvníci mohli obdržet jednorázové peněžní „odbytné“ výměnou za písemně stvrzený slib, že kavárnu Arco již nebudou více navštěvovat.
Postupem času se počet návštěvníků kavárny Arco zvětšoval, navzdory faktu, že jednotlivé debatní kroužky zanikaly. Mezi hosty se často objevovali pražští židovští německy píšící literáti (Samuel Hugo Bergmann, Theodor Däubler, Albert Ehrenstein nebo Berthold Viertel)
V kavárně Arco se v průběhu let scházely tyto osobnosti:
- Johannes Urzidil (pražský, německy píšící spisovatel, básník, esejista a historik umění),
- Oskar Kuh (1858–1930) (novinář a majitel novin, člen německé pokrokové strany v Čechách a předseda Svazu německých novinářů v Čechách),
- Ernst Weiss (Ernst Weiss (židovský, německy píšící lékař, spisovatel a dramatik),
- Else Lasker-Schüler (německy píšící židovská básnířka a dramatička, spojená s expresionistickým hnutím),
- Kurt Tucholsky (německý novinář, satirik a spisovatel židovského původu),
- Ludwig Winder (český německy píšící spisovatel, novinář a literární kritik židovského původu),
- Karl Brand (vlastním jménem Karl Müller) (1895–1917) (expresionistický pražský básník a povídkář),
- Oskar Baum (český německy píšící spisovatel, novinář, hudební kritik a učitel hudby židovského původu),
- Milena Jesenská (česká novinářka, spisovatelka a překladatelka; ta se zde setkala s Franzem Kafkou),
- Ferdinand Peroutka (český spisovatel, dramatik a publicista),
- Antonín Macek (český levicový novinář, spisovatel, dramatik a básník),
- Arne Laurin (šéfredaktor německy psaného levicového deníku Prager Presse) a další.

Kouzlo slavné kavárny Arco spočívalo i v tom, že se tu nescházeli jen spisovatelé. Sedávali tu též obchodníci z nedaleké plodinové burzy, mystici a malíři. Traduje se, že malíř Max Švabinský kavárnu Arco navštěvoval nikoliv sám, ale ve společnosti půvabných modelek. Během svého pobytu sem také často chodil Albert Einstein.
V letech 1908 až 1914 kavárna vzkvétala, ale první světová válka změnila atmosféru ve společnosti a také někteří stálí hosté kavárny museli narukovat. Těsně před ale i v průběhu první světové války se v kavárně Arco scházeli odpůrci války a vyznavači pacifistických názorů.

### Kavárna za první světové války a po ní
Ve válečných letech se tak ústřední postavou společnosti v kavárně Arco stal Ernst Pollak. (Ten se zde seznámil se svou budoucí manželkou Milenou Jesenskou.) Po skončení první světové války došlo krátkodobě k oživení uměleckých „kruhů“ a jejich setkávání v kavárně. Do kavárny stále docházeli redaktoři německých pražských deníků (mj. Max Brod, Oskar Baum, Otto Pick, Rudolf Fuchs, Ludwig Winder, Johannes Urzidil) i někteří čeští spisovatelé (Jaroslav Hašek, František Langer, Karel Čapek, Josef Čapek). Scházeli se zde také členové Devětsilu.
Jak šel čas přitažlivá umělecká atmosféra se z kavárny postupně vytrácela. Tento „útlum“ je dáván do souvislosti se smrtí vrchního číšníka pana Počty. Postupně upadající kavárna Arco existovala ještě jedno desetiletí, ale její prostředí se změnilo. Tento neblahý trend gradoval po smrti jejího zakladatele Josefa Suchánka v roce 1929. Smrtí majitele kavárny definitivně skončila slavná éra této kavárny.
Novým majitelem se stal Bedřich Havelka, v roce 1933 byla kavárna adaptována podle návrhu Adolfa Nováka. Kavárnu navštěvovali mj. redaktoři levicových periodik (Rudé právo, Haló noviny, Tvorba), básník Jiří Kolář nebo spisovatel Norbert Frýd.

### Po druhé světové válce
Po druhé světové válce ve značně zmenšených prostorách někdejší honosné kavárny Arco fungovala hospoda čtvrté kategorie, secesní interiér byl zdevastován. Bývalá kavárna následně chátrala až počátkem devadesátých let dvacátého století byly její prostory pro veřejnost zcela uzavřeny. 
Na přelomu dvacátého a jednadvacátého století byla provedena její rekonstrukce. Kavárna Arco dnes (2017) patří pod správu Zařízení služeb pro ministerstvo vnitra ČR a dál funguje jako restaurace (samoobslužná jídelna). Génius loci ovšem postrádá.